# El-Wak Wings
El-Wak Wings är en sportklubb från Accra, Ghana. Klubben grundades 2017 och har aktivitet i basket, handboll och volleyboll. Klubben är till skillnad från de flesta andra framstående volleybollklubbar i landet en fristående klubb och inte kopplad till någon statlig organisation som militären eller polisen. Damvolleybollaget deltog i Women's African Club Championship 2022, där de kom på fjortonde plats.